# Gymnothorax nubilus
Gymnothorax nubilus är en fiskart som först beskrevs av Richardson, 1848.  Gymnothorax nubilus ingår i släktet Gymnothorax och familjen Muraenidae. Inga underarter finns listade i Catalogue of Life.